# Niaouliolaj
A niaouliolaj a niaoulifa (Melaleuca viridiflora) friss leveleiből és hajtásvégeiből vízgőz-desztillációval előállított illóolaja.

## Hatásai
Könnyíti a légzést és oldja a nyálkát. Gyulladásgátló hatású. Fertőtlenítő, fájdalomcsökkentő és keringésszabályozó.

## Használata
Köptető, nyákoldó hatása miatt jól használható köhögés, hörghurut, megfázás esetén. Torokgyulladás esetén öblögetve, nehézlégzéskor száraz inhalálással alkalmazható. Párologtatva jó nátha és influenza esetén. A hólyag és a húgyutak gyulladása esetén szintén használható. Élénkíti és serkenti a sejtnövekedést. Segít pattanás, furunkulus és bőrparaziták esetén. Alkalmas égési sebekre is. Reuma ellen bedörzsölőszerként és fürdőolajként használható. Erős hígítással alkalmas hüvelyöblítésre.